# 戴彧虹
戴彧虹（？—），男，湖南涟源人，中国数学家。曾获陈省身数学奖、冯康科学计算奖。

## 生平
1992年毕业于北京理工大学。1997年获中国科学院计算数学与科学工程计算研究所博士学位，并于次年获第五届钟家庆数学奖。